# Renzo Ravenna
Renzo Ravenna (geboren 20. August 1893 in Ferrara; gestorben 29. Oktober 1961 ebendort) war ein italienischer Jurist und Politiker. Er gehörte einer bedeutenden jüdischen Familie aus Ferrara an und war mit Enrico Paolo Salem in Triest vor Einführung der Rassengesetze in Italien einer der beiden einzigen faschistischen Podestà jüdischer Herkunft.

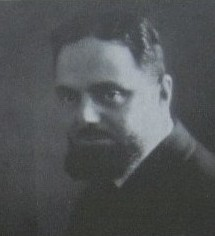
Renzo Ravenna

Während des Ersten Weltkrieges war er Interventionist und Freiwilliger und ein Freund von Italo Balbo. Dies führte zunächst zur Annäherung und dann zum Eintritt in die National-Faschistische Partei und 1926 zur Ernennung zum Podestà. Er widmete sich der Verwaltung der Stadt mit besonderem Augenmerk auf die wirtschaftliche Situation, dem Wiederaufbau und kulturellen Initiativen. Nach seinem Rücktritt und mit dem Tod von Balbo distanzierte er sich endgültig vom Faschismus und wurde mit seiner Familie vom Regime verfolgt. Mit der Auswanderung in die Schweiz und nach Kriegsende mit der Rückkehr nach Ferrara beendete er seine politische Tätigkeit endgültig. Seine jüdische Herkunft, die mit dem Faschismus verbundene Positionen innehat, macht ihn auch heute noch zum Gegenstand historischer Untersuchungen.

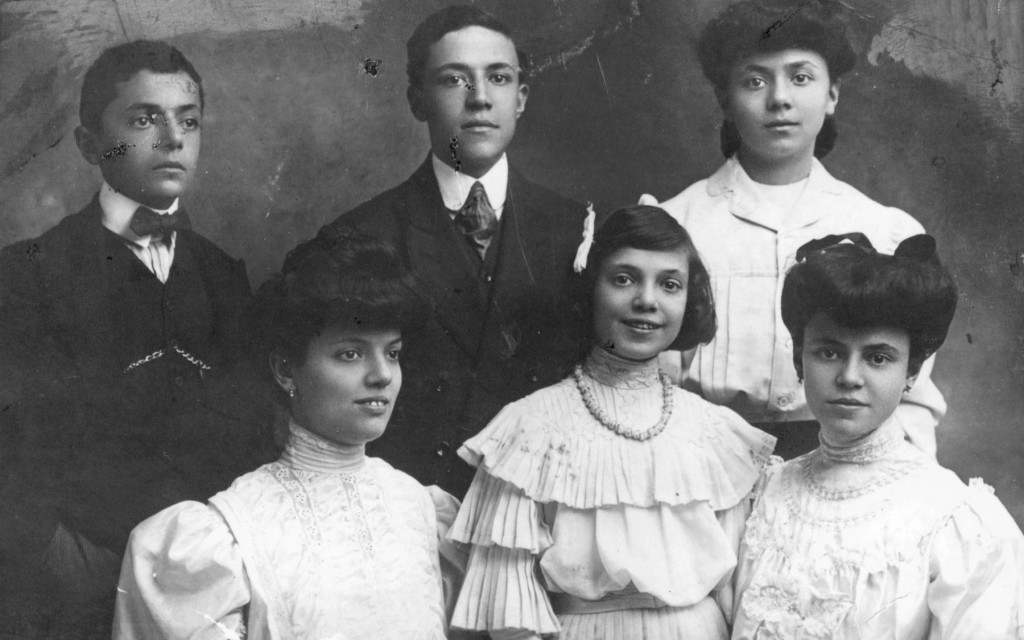
Die sechs Ravenna-Geschwister im Jahr 1908. Stehend, hinten, von links: Renzo (1893–1961), Gino (1889 – Auschwitz 1944), Alba (1891 – Auschwitz 1944); Vordergrund: Margherita (1885 – Auschwitz 1944), Lina (1896–1970) und Bianca (1886–1944).

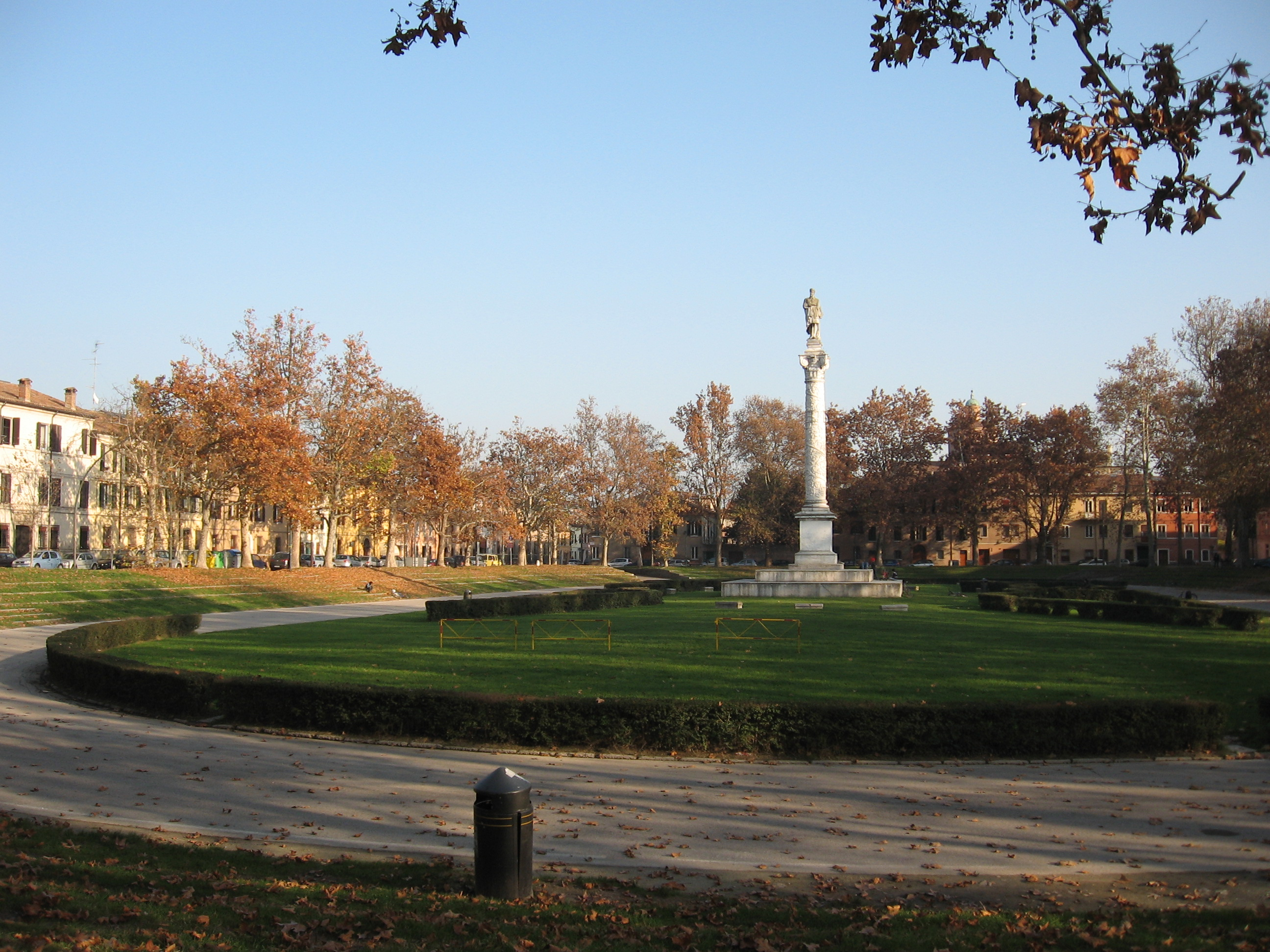
Piazza Ariostea in Ferrara. Gegenüber dem Platz, in einem Haus am Corso Porta Mare, zog 1898 die Familie Ravenna, nachdem sie im Ghetto, in der Via Vittorio, gewohnt hatte.

## Biografie

### Erste Jahre, Weltkrieg, Beginn der juristischen Karriere und Ehe
Als Sohn von Tullio Ravenna und Eugenia Pardo, der fünfte von 6 Brüdern, war Renzo der Neffe von Isaia Ravenna, dem ersten jüdischen Lehrer an der Königlichen Oberschule „L. Ariosto“ von Ferrara. Auf Wunsch seiner Eltern besuchte er keine jüdischen Grundschulen, sondern öffentliche italienische Schulen.
Für den jungen Renzo erwies sich im Gymnasium von Ferrara die Begegnung mit Italo Balbo, wo beide in die Schülermannschaft aufgenommen wurden, als entscheidend für sein ganzes Leben.

Im Jahr 1912 meldete er sich freiwillig zur Armee und 1913 schrieb er sich an der juristischen Fakultät der Universität Ferrara ein.
Ravenna gehörte im September 1914 zu den 25 Ferrareser Persönlichkeiten, die eine interventionistische Gruppe gründeten. Bei Ausbruch des Konflikts wurde er 1915 zu den Waffen gerufen und in den Krieg geschickt, zunächst im Gebiet von Vicenza und später in Albanien. Seinen letzten Urlaub nahm er 1919 im Rang eines Hauptmanns und im selben Jahr schloss er sein Jurastudium ab. Danach begann er, den Beruf des Rechtsanwalts auszuüben, zunächst in einer etablierten städtischen Kanzlei und später in einer eigenen. Zur gleichen Zeit begann er, Aufgaben in der öffentlichen Justizverwaltung zu übernehmen. 1921 heiratete Ravenna Lucia Modena.

### Faschismus und Beginn der politischen Karriere

#### Situation in Ferrara und Beziehungen zu Italo Balbo
In Ferrara führten die Schwarzhemden, unterstützt von den Großgrundbesitzern, die die Forderungen der Arbeiter und sozialistischen Gewerkschaften eindämmen wollten, zu verschiedenen Gewaltausbrüchen, wie zum Beispiel dem Minzoni-Verbrechen. Nach den ersten gewalttätigen Jahren suchte Italo Balbo nach vertrauenswürdigen Persönlichkeiten um sein öffentliches Image zu verbessern. Unter ihnen waren Ravenna, die Journalistin Nello Quilici und der mehrjährige Bundessekretär der Stadt Umberto Klinger. Die Verbindung zwischen dem Faschismus und der lokalen Bürgertum wurde auch mit der jüdischen Komponente gestärkt, und später wurden zu diesem Zweck die kulturellen Aspekte, die von der Geschichte der Este von Ferrara inspiriert waren, verstärkt. Auf den Kulturseiten des Corriere Padano schrieben unter der Leitung von Quilici Persönlichkeiten aus Ferrara, die sich später vom Faschismus distanzierten; darunter Giorgio Bassani, Michelangelo Antonioni und Lanfranco Caretti. Bassani schloss sich später, um 1941, einer antifaschistischen Gruppe an und wurde inhaftiert.

#### Faschist Ravenna

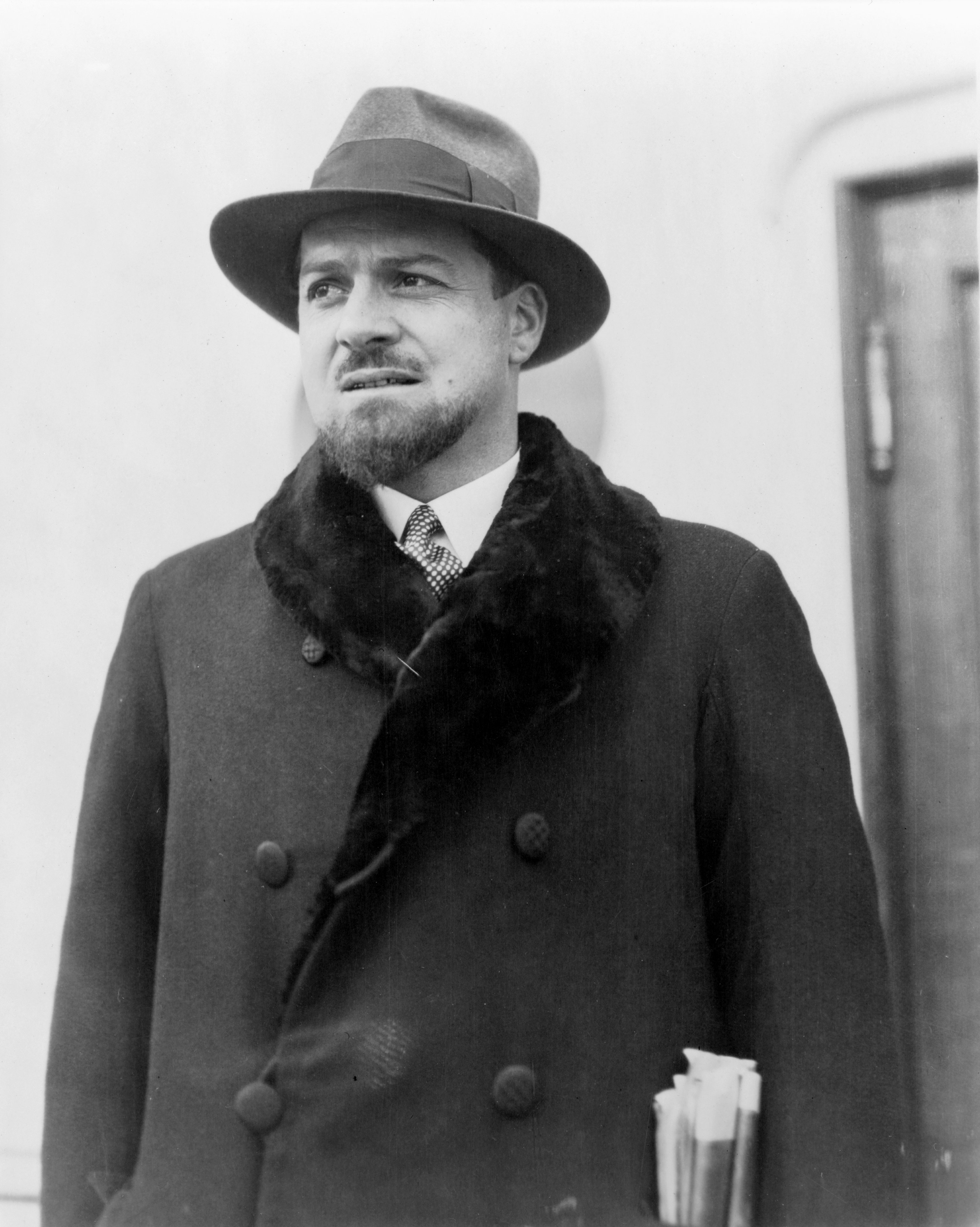
Italo Balbo

Ravenna wurde anfangs durch nationalistische und irredentistische Ideen zum Faschismus hingezogen, ebenso wie verschiedene Exponenten des jüdischen Bürgertums, und seine langjährige Freundschaft und Wertschätzung für Balbo, trotz der offensichtlichen Differenzen zwischen den beiden, hatte einen großen Einfluss. Mit Balbo und Panunzio gründete er in der Stadt eine revolutionäre Aktionsgruppe und wurde 1922 in der Hierarchie Teil eines kleinen Kreises enger Mitarbeiter. In einem Klima starker politischer Konflikte und Gewalt kandidierte er Ende desselben Jahres bei den Kommunalwahlen und wurde Ratsmitglied. In der Zwischenzeit übte er seinen Beruf als Rechtsanwalt weiterhin aus, auch wenn er ihm immer weniger Zeit widmete. 1923 war sein Ratsbüro direkt an den ersten Phasen der Stadtplanung beteiligt, insbesondere an der Restaurierung des Castello Estense und des Palazzo Municipale. Bei dieser Gelegenheit trug er zu der Entscheidung bei, den 1570 zu Beginn der Erdbebenserie, welche die Stadt bis 1574 heimsuchte, eingestürzten Turm wieder aufzubauen und beteiligte sich ebenfalls mit einer Spende.
Seine Nichtbeteiligung an der politischen Gewalt, die den Faschismus in Ferrara kennzeichnete, seine weltliche Position und die professionelle Wertschätzung veranlasste Balbo ihn als Chef der Faschisten in Ferrara vorzuschlagen, mit einer formellen Einladung im Jahr 1924 der Nationalen Faschistischen Partei (PNF) beizutreten. Ravenna übernahm dann die Leitung des Sekretariats der PNF in Ferrara und folgte Balbo nach Rom, wo er zum Unterstaatssekretär für Volkswirtschaft ernannt wurde. Diese Begebenheit war, auch aus persönlichen Gründen, jedoch von kurzer Dauer. Gegen Ende 1926, mit dem Inkrafttreten der faschistischen Gesetze, wurde er zum Sonderkommissar an der Spitze der Stadtverwaltung von Ferrara ernannt. Diese Bestimmungen, insbesondere das Gesetz Nr. 237/1926, ersetzten alle bis dahin gewählten Gemeinde- und Provinzverwaltungen durch eine von der Regierung ernannten Behörde.

### Podestà von Ferrara

#### Stadtverwaltung

##### Ernennung

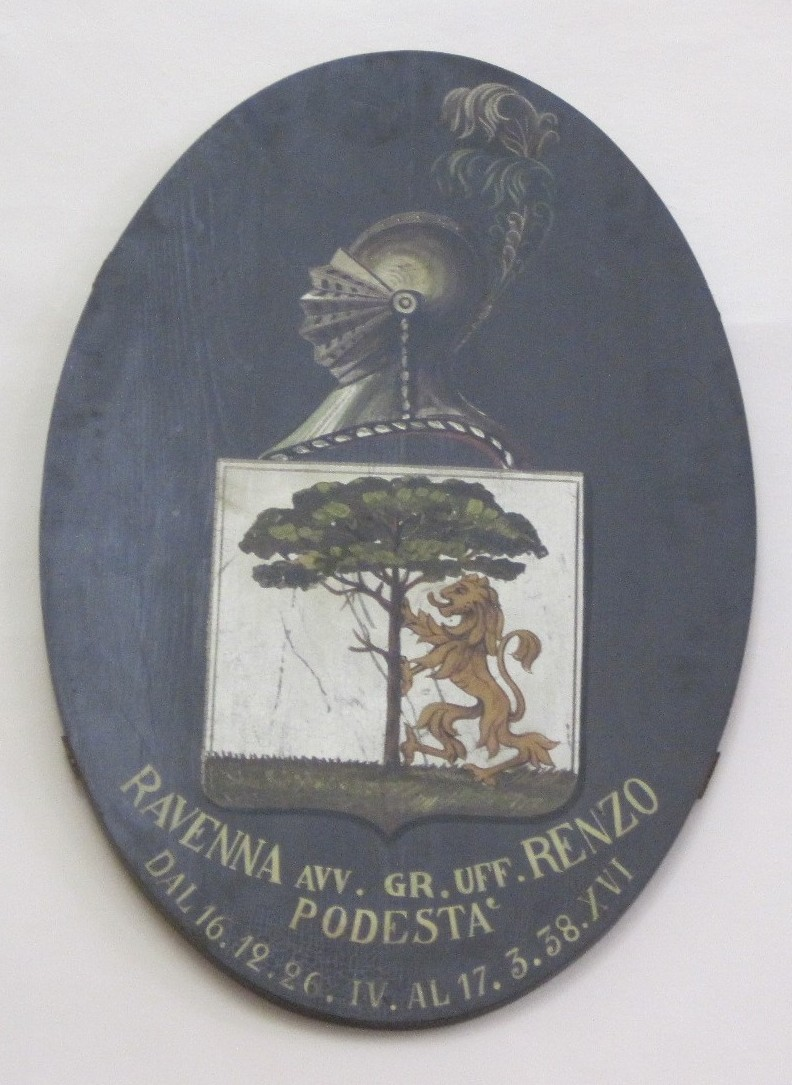
Wappen des Podestà Renzo Ravenna, Comune di Ferrara

Renzo Ravenna wurde am 16. Dezember 1926 durch königlichen Erlass zum Podestà von Ferrara ernannt und erhielt ein Glückwunschtelegramm seines Freundes Italo Balbo, der sich dafür persönlich eingesetzt hatte. So begann er seine Tätigkeit als erster Verwalter der Stadt und in dieser Rolle zeigte er, dass er neben persönlicher Ehrlichkeit auch die für die wichtige Funktion erforderlichen Fähigkeiten in voller Einhaltung der faschistischen Richtlinien besaß.

##### Beginn der Tätigkeit als Podestà
Einer seiner ersten und bedeutenden politischen Akte bestand darin, die verschiedenen Spezialisten der vorherigen Verwaltung in ihren Positionen zu bestätigen, auch wenn es sich um bekannte Antifaschisten handelte, insbesondere Girolamo Savonuzzi und Arturo Torboli, die 1943 getötet wurden. Die Probleme, mit denen er sich unmittelbar konfrontiert sah, betrafen vor allem die Situation der Gemeindefinanzen, die weit verbreitete Arbeitslosigkeit und das Elend vieler seiner Mitbürger. Während seiner gesamten Amtszeit erhielt er zahlreiche Bitten um Hilfe, auf die er stets reagierte.
Nicht selten griff er nicht nur als Verwalter ein, sondern half auch persönlich wirtschaftlich einigen Bedürftigen. Er richtete auch Suppenküchen ein, die vor allem während des Winters aktiv waren und bis zu seinem Rücktritt in Betrieb blieben. Das Engagement in der Stadtverwaltung verminderte die Zeit für seine Anwaltskanzlei, aber er setzte die Tätigkeit auch dank seiner Mitarbeiter fort.

##### Städtebauliche Maßnahmen

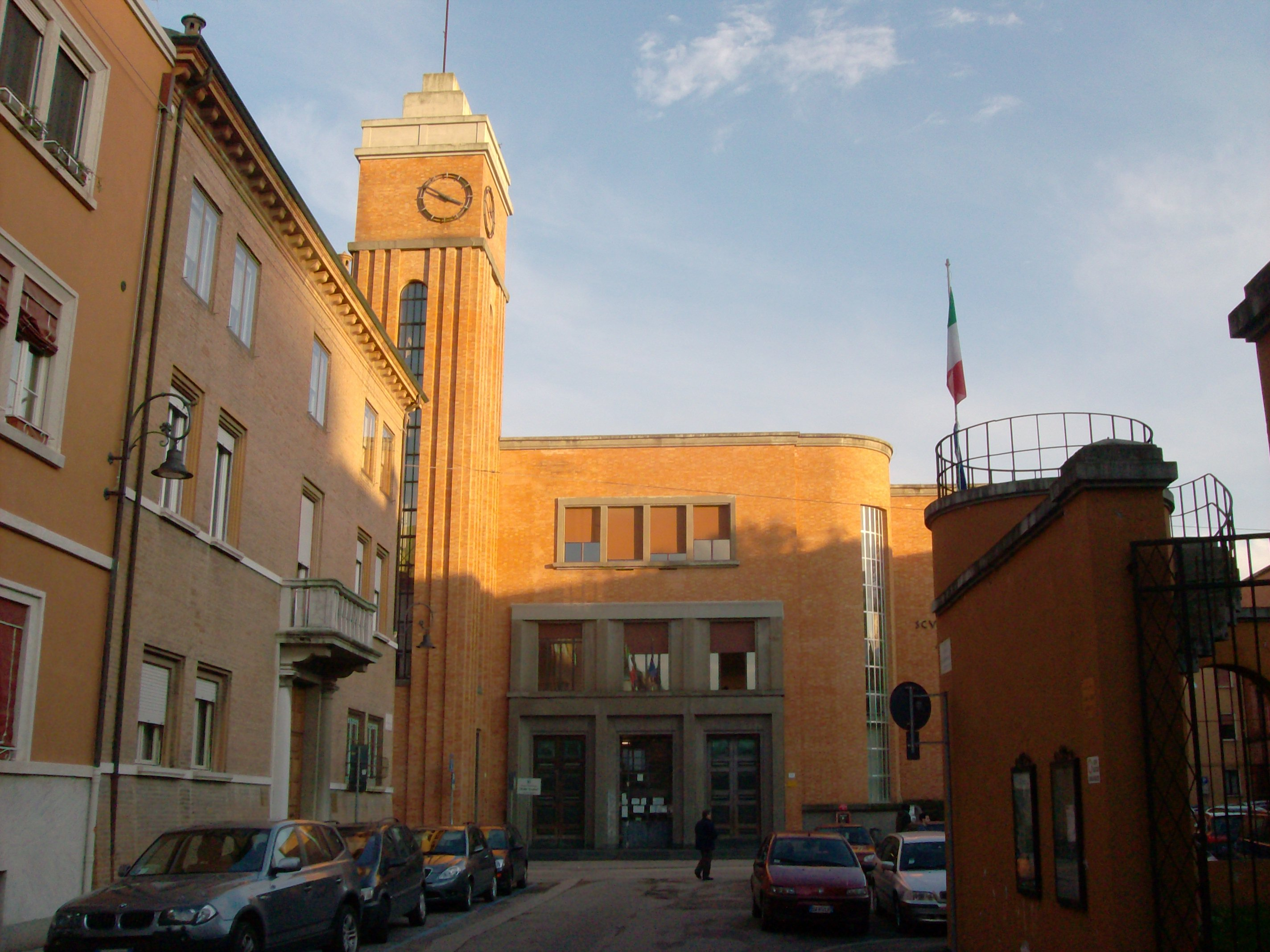
Die von Carlo Savonuzzi entworfene Alda-Costa-Grundschule wurde zwischen 1932 und 1933 auf dem Gelände des ehemaligen S. Anna-Krankenhauses errichtet, das 1927 in die Corso Giovecca (bis 2012 in Betrieb) verlegt wurde

Schon vor seiner Ernennung an die Spitze von Ferrara (noch als Stadtrat) nahm er an der wichtigen Arbeit der Stadterneuerung teil, die später als Addizione Novecentista bezeichnet wurde. In der Verwaltung waren in späterer Zeit verschiedene Architekten und Ingenieure mit der Aufgabe betraut, das Gesicht der Stadt neu zu gestalten, die bei Neubauten fast immer dem neuen Diktat des Rationalismus folgten: Adamo Boari, Angiolo Mazzoni, Virgilio Coltro, Giorgio Gandini, Filippo Galassi, Girolamo Savonuzzi (Chefingenieur der Gemeinde) und sein Bruder Carlo Savonuzzi gehörten zu den wichtigsten Architekten dieser Erneuerung.
Neben dem bereits erwähnten Castello Estense und dem Palazzo del Comune wurde in vielen Teilen der Stadt mit den Arbeiten begonnen. Das Straßen- und Kanalisationsnetz wurde ausgebaut, die öffentliche Beleuchtung wurde verbessert und verschiedene Schulgebäude und Sozialwohnungen wurden gebaut. Das Postgebäude, das Wasserwerk, der Obst- und Gemüsemarkt, die Kaserne Pastrengo, das Gebäude der Luftwaffe, die Casa del Fascio, das Naturkundemuseum, das Konservatorium Girolamo Frescobaldi, der Complesso Boldini und der Umzug des Städtischen Krankenhauses gehen auf diese Zeit intensiver Tätigkeit zurück. Ein so großer Arbeitsaufwand erforderte enorme Finanzmittel, die nur zum Teil aus den laufenden Mitteln der Stadtverwaltung stammten. Sogar 20-jährige Hypotheken wurden bei öffentlichen Kreditinstituten aufgenommen und ein Teil der Mittel kam direkt von der Regierung, sowohl durch eine Intervention von Balbo als auch aufgrund einer allgemeinen politischen Entscheidung auf nationaler Ebene.
Einer der Gründe, die zur Verwirklichung so vieler Werke führten, war neben den hauptsächlichen städtebaulichen Maßnahmen in der Stadt sicherlich die Notwendigkeit, der wachsenden Zahl von Arbeitssuchenden zu Beschäftigen, auch wenn letztere immer mit landwirtschaftlichen Tätigkeiten verbunden waren. Ravenna ließ im Übrigen, getreu den Vorgaben der Partei, im Jahr 1929 verschiedene Maßnahmen für den Bevölkerungszuwachs genehmigen und bestätigen, darunter eine Prämie von 1.000 Lire für Paare, die in 10 Jahren 6 gesunde Kinder bekommen hatten, und von 2.000 Lire für Paare, die in 20 Jahren 12 Kinder bekommen hatten, auch wenn solche Maßnahmen das Beschäftigungsproblem verschlimmerten. Ab der zweiten Hälfte der 30er Jahre dachten Ravenna und Balbo über die Schaffung eines Industriezentrums für die Stadt nach. Dies war ein weiterer Versuch Arbeitsplätze zu schaffen, die trotz der Erwartungen nicht einmal bei den großen Sanierungsarbeiten entstanden sind.
Carlo Bassi analysierte später dieses Werk der Stadterneuerung in seinen Erweiterungen zum Werk Melchiorris und kritisierte einige seiner Auswirkungen. Er zitiert den 1911 vorgestellten Masterplan des Ingenieurs Ciro Contini über die Sanierung des Gebiets von San Romano, der später als "Ausweidung" bezeichnet wurde, und verweist ausdrücklich auf das später geänderte Projekt des Architekten Florestano Di Fausto, der von Balbo nach Ferrara berufen wurde und offensichtlich von der Podestà mitgetragen wurde. In dieser Gegend von Ferrara ereignete sich nach dem Zweiten Weltkrieg das, was Bruno Zevi "die Vergewaltigung von Ferrara" nannte. Für Antonella Guarneri (Leiterin des Museums des Risorgimento und der städtischen Résistance) war die vom Faschismus in Ferrara durchgeführte Stadtentwicklung ungeeignet für den bereits von Biagio Rossetti existierenden Entwurf des Addizione Erculea, die mit dem Bau von "wuchtigen Monumenten" und "bürgerlichen Vierteln" das bestehende nicht respektierte.

##### Kulturelle Stadtaufwertung
Ein weiterer Aspekt, der das Podestat von Ravenna auszeichnete, war seine große Zuwendung zur Kultur. Bei dieser Handlung wurde er von Italo Balbo gefördert und von Nello Quilici, dem Direktor des Corriere Padano, unterstützt. Durch diese Politik wollte Balbo die Gewalttätigkeiten der Kader Anfang der 1920er Jahre ausblenden und der Stadt ein anderes und akzeptableres Bild der Partei und der eigenen Person geben. Die kulturellen Initiativen waren ein Propagandainstrument für das Regime, hinterließen jedoch ein bleibendes Kulturerbe in Ferrara, insbesondere drei Museen: das Archäologische Nationalmuseum, das im Palazzo Costabili untergebracht ist und Material von den Ausgrabungen in Spina sammelte, das Boldini-Museum und das Museo dell’Opera del Duomo. Im Gegensatz zu den Entscheidungen der Zentralregierung konzentrierte sich die Stadtverwaltung von Ferrara auf die lokale Tradition, auf die Geschichte der Este sowie auf Veranstaltungen und Ausstellungen, die ihren alten Glanz erneuerten.
Das sind ab 1933 die Wiederaufnahme des Palio und ebenfalls im selben Jahr die wichtige Ausstellung zur Feier des 400. Todestages von Ludovico Ariosto. Es wurden zahlreiche Anstrengungen unternommen um diese Initiativen auf nationaler Ebene bekannt zu machen, an denen auch das Istituto Luce beteiligt war. Die Ausstellung war mit über 70.000 Besuchern, darunter die Fürsten von Piemont und Viktor Emanuel III., für die damalige Zeit ein großer Erfolg. Auf der anderen Seite stach Benito Mussolini unter den Abwesenden hervor.
Italo Balbo erhielt durch diese kulturellen Initiativen die erwartete persönliche Anerkennung und Renzo Ravenna bewies seine Liebe zu Ferrara und knüpfte oft echte Freundschaften mit vielen Künstlern der Stadt: Arrigo Minerbi, Giovanni Boldini, Filippo de Pisis, Achille Funi, Giuseppe Mentessi und Annibale Zucchini. Er konnte auch mit der höchsten religiösen Autorität, Erzbischof Ruggero Bovelli, herzliche und fruchtbare Beziehungen aufbauen und pflegen und war bei allen Veranstaltungen, die mit katholischen Feiertagen verbunden waren, stets in offizieller Funktion anwesend. Gemeinsam mit dem Erzbischof organisierte er die Feierlichkeiten zum 800. Jahrestag der Kathedrale, gründete die Opera del Duomo und trug mit Engagement zur Schaffung des bereits erwähnten Museo del Duomo bei. Was die Universität betraf, die frei war, so beantragte Ravenna mehrmals ihre regificazione, um größere Beiträge vom Staat zu erhalten, was jedoch erst 1942 gewährt wurde.

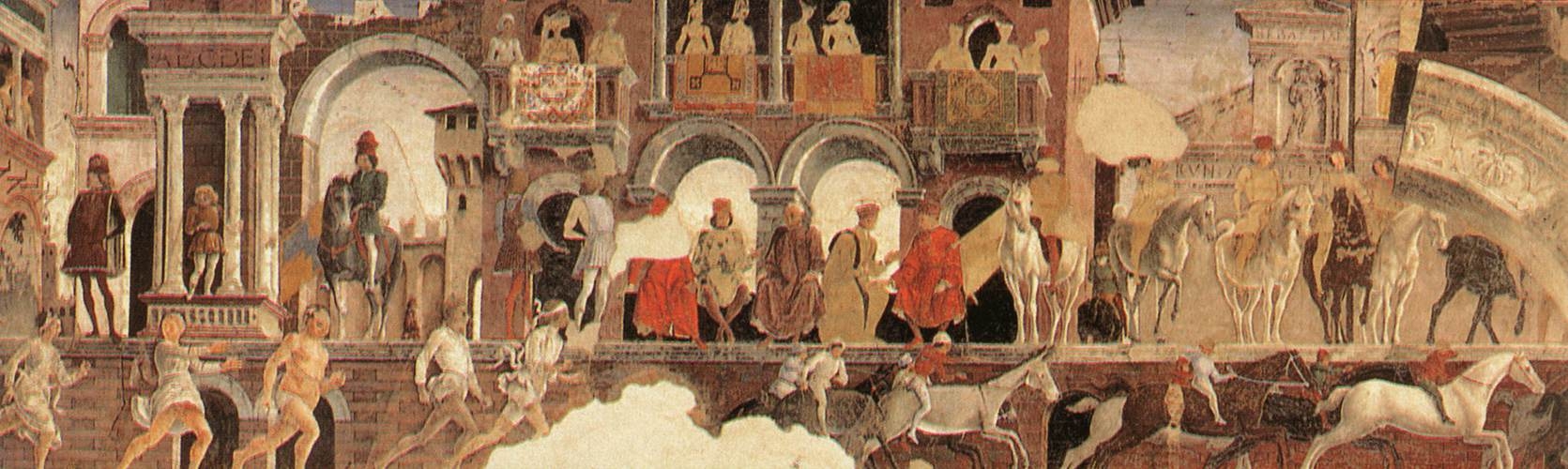
Francesco del Cossa, Details zu den Palio-Rennen im April, Monatsbilder im Palazzo Schifanoia

Einige der erfolgreichen kulturellen Aktivitäten zur Aufwertung der Stadt, insbesondere der Palio von Ferrara, wurden durch der faschistischen Propaganda übermäßig verdorben. Um nur zwei Beispiele zu nennen: Die Contrada San Luca war nichts anderes als die faschistische Bezirksgruppe "Arturo Breveglieri", während sich die Contrada San Giorgio auf die PNF Fascio di Borgo San Giorgio bezog, und tatsächlich wurde nach dem Sturz des Faschismus der Palio ausgesetzt und erst fast dreißig Jahre später, 1967, wieder aufgenommen. Ein weiterer kritischer Aspekt, der später hervorgehoben wurde, war, dass trotz der Organisation von Ausstellungen und der Eröffnung neuer Museen die Grund- und Sekundarschulbildung während der faschistischen Zeit in Ferrara in den Hintergrund trat. Man dachte an die Bürgerlichen, aber nicht an die stärker beeinträchtigten Klassen. Tatsächlich lag in der unmittelbaren Nachkriegszeit der Schulbesuch in der Gegend von Ferrara unter dem nationalen Durchschnitt.

#### Judentum
Ab der zweiten Hälfte der 1930er Jahre begann die Situation in Ferrara (und in ganz Italien) für die jüdischen Gemeinden immer schwieriger zu werden. Die Funktion von Ravenna, als Jude in der Podestà, begann in Frage gestellt zu werden. Ab 1934 kamen bei verschiedenen Gelegenheiten Anträge der Regierung an den Präfekten Amerigo Festa, die seinen Rücktritt forderten (manchmal aufgrund anonymer antisemitischer Anschuldigungen). Der hohe Beamte, ein Freund von Ravenna, schickte nach den notwendigen von der Polizei durchgeführten Ermittlungen, Zusicherungen nach Rom über die Korrektheit und das Ansehen, die der Podestà in der Stadt genoss, und erinnerte an die Wertschätzung, die ihm auch Italo Balbo entgegenbrachte. Später kamen dann aus Rom die Signale, alle Maßnahmen auszusetzen.
Gegen Ende des Jahres 1935, als sein zweites Mandat auslief, veranlasste ihn die Unterstützung des Präfekten Festa und der entfernte Schutz Balbos, trotz neuer Versuche des Ministers ihn wegen seiner Religion zu entlassen, den Posten zu erneuern und daher kam die römische Rückbestätigung. Eine direkte Einmischung Mussolinis in die Affäre konnte nicht nachgewiesen werden, obwohl die Rivalität zwischen dem Regierungschef und den Machthabern aus Ferrara, dem damaligen Gouverneur in Libyen, bekannt war. Daher bleibt heute nur noch die Hypothese, dass beim Angriff auf Ravenna in jenen Jahren eine Bedrohung für Balbos Macht verborgen war. Gleichzeitig wurden in der Provinz Ferrara viele Beamte, Fachleute und Lehrer jüdischen Glaubens von ihren öffentlichen Aufgaben entbunden.

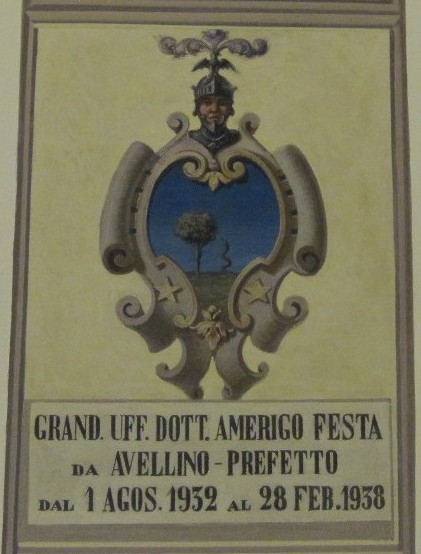
Wappen des Präfekten Amerigo Festa im Wappensaal des Schlosses Este, Ferrara.

Antisemitische Schriften erschienen an den Wänden (die ursprünglich entfernt wurden) und allmählich änderte sich das Klima, während die Verkündung der Rassengesetze vorbereitet wurde. Der Schutz Italo Balbos erstreckte sich bis Anfang 1938. Als es klar wurde, dass es nicht mehr möglich war sich nationalen Richtlinien zu widersetzen, zog es Ravenna vor eine Amtsenthebung zu vermeiden, indem er die Amtszeit um einige Monate verkürzte und zu einem der ersten illustren Opfer der Neuausrichtung des Regimes wurde. Um zu zeigen, dass sich das politische Klima geändert hatte, wurde der Präfekt Festa befördert und an einen anderen Posten in Rom versetzt.

### Rücktritt und Distanz zum Faschismus

#### Nähe von Italo Balbo
Am 17. März 1938 trat Renzo Ravenna von seinem Amt als Podestà zurück, und bei der Zeremonie wollte er seinen lebenslangen Freund Italo Balbo nicht missen. Der Corriere di Ferrara widmete der Veranstaltung zwei Beiträge. Auf der einen Seite steht auf der Titelseite: "Nach zwölf Jahren fruchtbarer Tätigkeit verließ Renzo Ravenna das Podesta-Büro", auf der anderen: "In Anwesenheit des LL.EE. Balbo und Rossoni S.E. setzten der Präfekt den Hon. Alberto Verdi als neuen Podestà von Ferrara ein, um Renzo Ravenna zu ersetzen". In den folgenden Tagen, so erzählte seine Frau Lucia, fragte Balbo seinen Freund, ob er während seiner Jahre an der Spitze der Stadt in irgendeiner Weise seine Position ausgenutzt habe, um sich persönlich zu bereichern. Als er Renzos negative Antwort hörte, scheint er liebevoll geantwortet zu haben: "Was für ein Narr!".
Auf den Rücktritt, der offiziell aus gesundheitlichen Gründen eingereicht wurde (er hatte tatsächlich einen Herzinfarkt erlitten, von dem er sich erholt hatte), folgte eine schwerwiegende und wichtige Entscheidung. Ravenna war zunehmend mit einer Regierung nicht einverstanden, an die er geglaubt hatte. Er war auch von der PNF enttäuscht, von der er ein begeisterter Anhänger gewesen war, und ebenfalls von den zunehmend offensichtlichen antisemitischen Angriffen erbittert und daher menschlich enttäuscht worden. Im Juli 1938 gab er die Parteikarte und Abzeichen zurück.

#### Soziale Isolation und Wiederaufnahme der gerichtlichen Tätigkeit
In diesem Moment begann, zumindest in der Öffentlichkeit, ein langsamer, aber zunehmender Rückzug all der Menschen, die ihm in seiner Funktionen als Podestà so nahegestanden hatten. Zum Beispiel Quilici und Erzbischof Bovelli hielten in der Öffentlichkeit an ihrer Position zum Rassengesetz fest, während sie ihm privat weiterhin gute Wünsche und Zeichen der Verbundenheit übermittelten. Nur Balbo zeigte bis zu seinem Tod immer seine Freundschaft und Nähe. Unter anderem beherbergte er ihn in Libyen, wo er Gouverneur war und wo er die Rassengesetze in sehr lockerer Weise anwandte. Die immer strengeren Bestimmungen schlossen Ravenna und alle Juden auch von den Haupttreffpunkten Ferraras aus, und wenn es um Zirkel ging, galten die Angehörigen jüdischen Glaubens einfach als ausgetreten.
Quilici veröffentlichte im September 1938 einen Artikel, der Ravenna sicherlich sehr betrübte, auch wenn die persönliche Beziehung zwischen den beiden formell noch von Höflichkeit geprägt war und offenbar nicht zerbrach. Ein weiterer schmerzlicher Moment, der ihn zutiefst berührte, war die von der Regierung auferlegte Loslösung von der Armee mit der Entlassung aller jüdischer Offiziere, die am 1. Januar 1939 wirksam wurde. Ravenna war gezwungen, das Armeeabzeichen, den Ausweis und das Eisenbahnheft zurückzugeben. Trotzdem schrieb er im Juni 1940, nachdem Italien in den Krieg eingetreten war, an den Präfekten von Ferrara und bat darum, seinem Land wieder zu dienen, und bewies damit, dass er seinem Land immer treu war, auch wenn er außerhalb der faschistischen Partei stand.
Es ist wichtig darauf hinzuweisen, dass in den gleichen Tagen auch Silvio Magrini, Präsident der jüdischen Gemeinde von Ferrara, einen Brief an die Stadtverwaltung schrieb, in dem er (trotz der Rassendiskriminierung, die er in dem Brief ausließ) den Patriotismus und die Loyalität aller Juden von Ferrara in dem offensichtlichen Versuch bestätigte, die Position der jüdischen Gemeinde gegen Vorwürfe der mangelnden Nähe zum Land zu verteidigen. Aus beruflicher und wirtschaftlicher Sicht brachten ihm die ersten Zeiten ohne öffentliche Ämter verschiedene Vorteile. Als Podestà hatte er seine Kanzlei vernachlässigt, und nicht selten hatte er mit eigenen Mitteln Bedürftigen geholfen, während er nun in der Lage war sich in Vollzeit jenen zu widmen, die sich an ihn wandten, so dass sich seine Finanzen erheblich verbesserten. Seine Kanzlei wurde von den reichen jüdischen Bürgern frequentiert, die entweder versuchte, ihr Eigentum zu verteidigen, indem sie auf bürgerliche und politische Rechte verzichtete, oder im Fällen von Mischehen den schwierigen Weg der Arianisierung gehen wollten.

#### Balbos Tod und endgültige Loslösung vom Faschismus
Der Tod von Italo Balbo am 28. Juni 1940 hatte weitreichende Auswirkungen auf Ravenna und seiner Familie. Zunächst einmal ist ein sehr wichtiger nahestehender Freund verstorben. Dann fiel der Schutz, den der mächtige Hierarch immer über ihn ausgeübt hatte, und schließlich ging auch die letzte Verbindung zum Faschismus verloren. In der Tat war es auch die Bewunderung für Balbo, die Renzo Ravenna in seinen frühen Jahren zum Faschismus führte. Zu der Trauer um den Verlust seines Freundes kam damals noch hinzu, dass er nicht an den Begräbnisfeierlichkeiten teilnehmen konnte, die in der Stadt zu seinem Gedenken abgehalten wurde. Obwohl die Anwaltskanzlei ihre Tätigkeit fortsetzte, verschlechterte sich in der Zwischenzeit die Situation. Soziale Isolation und rassische Zwänge zwangen zu neuen Verzichtserklärungen, die Ravenna mit Würde akzeptierte, ohne um Hilfe zu bitten, weder für sich selbst noch für Verwandte und Angehörige. Der Fall Mussolinis im Juli 1943 gab Hoffnung auf eine günstige Veränderung, er wurde jedoch bald von den Tatsachen enttäuscht. Mit dem Waffenstillstand vom 8. September, der Gründung der Italienischen Sozialrepublik und der Besetzung Ferraras durch die deutschen Truppen brach alles zusammen. Im Oktober gab es die ersten Verhaftungen sowohl von Antifaschisten als auch von einigen Juden, unter ihnen Rabbiner Leone Leoni.
Die große Familie Ravenna begann, über die Flucht nachzudenken, während einer von Renzos Neffen bereits verhaftet wurde. Eine Schwester hatte einige Zeit in Rom gelebt, und eine weitere Schwester schloss sich ihr mit ihrer Familie an. Die Ereignisse überschlugen sich dann: in der Hauptstadt gab es eine Razzia, seine Schwester Alba wurde verhaftet, in einen versiegelten Viehwagen gesperrt und in das KZ Auschwitz gebracht. Der Konvoi machte einen sehr kurzen Halt in Ferrara und sie schaffte es glücklicherweise, mit einem Eisenbahnarbeiter aus dem Wagen heraus zu sprechen, um ihren Bruder zur Flucht zu bewegen. Die Botschaft erreichte Ravenna und er bereitete die Reise in die Schweiz vor, indem er Erzbischof Bovelli's Angebot im Vatikan Schutz zu finden ablehnte, aber von der Witwe seines Freundes Balbo finanzielle Hilfe für die teure Auswanderung in die Schweiz annahm. Rosetta Loy erzählt zum Teil die Geschichte von Alba Levi Ravenna, Renzos Schwester, in ihrem La parola ebreo. Von der ganzen großen Familie des ehemaligen Podestà, die nach Auschwitz deportiert wurde, überlebte nur der Neffe Eugenio (Gegio), der als erster verhaftet wurde, und es schaffte nach Italien zurückzukehren.

### Schweizer Exil
Die Familie Ravenna (Renzo, Lucia und ihre drei Kinder) kam am 20. November an einer Schweizer Zollkontrolle in der Nähe von Lugano an. Zunächst riskierten sie, nach Italien zurückgeschickt zu werden, und konnten nur einmal sie zu ihren Gunsten bei einem befreundeten Diplomaten aus Ferrara intervenieren, der sich in der Botschaft von Bern aufhielt. Am Anfang hatten sie mit Schwierigkeiten verschiedener Art zu kämpfen, wie z. B. der Trennung von Familienmitgliedern, wirtschaftlichen Problemen und sogar mit der Unterbringung in einer geeigneten Unterkunft. Nach der Überstellung nach Lausanne schloss sich Ravenna der Gruppe der italienischen Exilanten an. Hier kam er in Kontakt mit Luigi Zappelli, einem sozialistisch inspirierten Industriellen, der seine Landsleute unterstützte und auch seiner Familie eine kostenlose Unterkunft zur Verfügung stellte und ihnen damit wirtschaftlich half. Während seines Aufenthalts in Lausanne knüpfte oder verstärkte er Beziehungen zu vielen Exilanten, wie Luigi Preti, Vittorio Cini und Giuseppe Volpi, dem ehemaligen Finanzminister. Er arbeitete mit in Italien prominenten jüdischen Persönlichkeiten, Raffaele Cantoni und Angelo Donati, und versuchte auf verschiedene Weise Nachrichten über seine verhafteten und deportierten Familienmitglieder zu erhalten. 1944 gründete er zusammen mit anderen ein Hilfskomitee für italienische politische und rassische Deportierte, und stellte seine Fähigkeit, menschliche Beziehungen zu knüpfen, und seine organisatorischen Fähigkeiten in den Dienst dieser Initiative. Nach dem Ende der Kriegshandlungen dauerte es noch einige Monate, bis die Familie von Renzo Ravenna nach Italien zurückkehren konnte, und der erste, der dies im Sommer 1945 tat, war sein Sohn Paolo.

### Rückkehr nach Ferrara
Die Rückkehr war nicht einfach. Erstens war es nicht möglich, die Grenze sofort zu überqueren, da sie unmittelbar nach dem 25. April von den Schweizer Behörden geschlossen wurde. Zudem war es aus verschiedenen Gründen, die mit den ersten Nachkriegsphasen zusammenhingen, für Ravenna nicht ratsam, Ferrara wieder aufzusuchen. Das politische Klima war nicht günstig, und viele Menschen berichteten ihm über diese Situation. Zum Beispiel Aristide Foà, sein Cousin und vom CLN ernannter stellvertretender Präfekt von Parma, sein inzwischen zurückgekehrter Sohn Paolo und sein Freund Giuseppe Bignozzi. In diesen Tagen war Ravenna gezwungen über die Bedeutung des Faschismus nachzudenken und in einem Schreiben an Mario Cavallari, einen Sozialisten, der vor kurzem zum Präsidenten des Komitees für Bürgerbefreiung ernannt wurde, fasste er mit fast krankhafter Liebe zu meiner Stadt und fast liebevolle Hingabe an einen Mann, über dessen Leben und Tod nur die Geschichte sprechen kann die wesentlichen Aspekte der Geschichte in seiner Wahrnehmung zusammen.

### Für seine Vergangenheit verurteilt
Nach seiner Rückkehr nach Ferrara wurde Ravenna wegen zweier Säuberungsmaßnahmen vor Gericht gestellt. Die erste, das Gesetzesdekret Nr. 364 vom 31. Mai 1945, betraf die Einziehung von Vermögenswerten in Verbindung mit Regimegewinnen und die zweite, verbunden mit dem Gesetzesdekret Nr. 702 vom 9. November 1945, wegen möglicher Kündigung aus der Anwaltskammer. Beide Verfahren wurden zugunsten des ehemaligen Podestà und des Rechtsanwalts Ravenna beigelegt. Das Verfahren im Zusammenhang mit der Beschlagnahme des Vermögens, das vom Gericht bereits vorsichtig blockiert worden war, wurde recht schnell abgeschlossen, auch in Anbetracht der Tatsache, dass sein Vermögen zu diesem Zeitpunkt definitiv sehr knapp war und bei der Untersuchung seiner öffentlichen Tätigkeit kein Missbrauch oder Handlungen zum persönlichen Vorteil festgestellt wurden. Das Urteil der Entlassung aus der Kammer betraf auch andere Fachleute, darunter Alberto Verdi, seinen Nachfolger im Amt des Podestà. In seinem speziellen Fall wurde entschieden, dass keine Säuberungsmaßnahme ergriffen werde, da kein Akt der Parteilichkeit oder des Fehlverhaltens begangen wurde. Der Präsident der Anwaltskammer, Cavallari, bemerkte jedoch implizit, dass für bestimmte Persönlichkeiten, die während des Regimes lange Zeit wichtige Positionen innehatten, eine Sanktionsmaßnahme angemessen gewesen wäre, wenn auch weniger schwerwiegend als die gesetzlich vorgesehene.

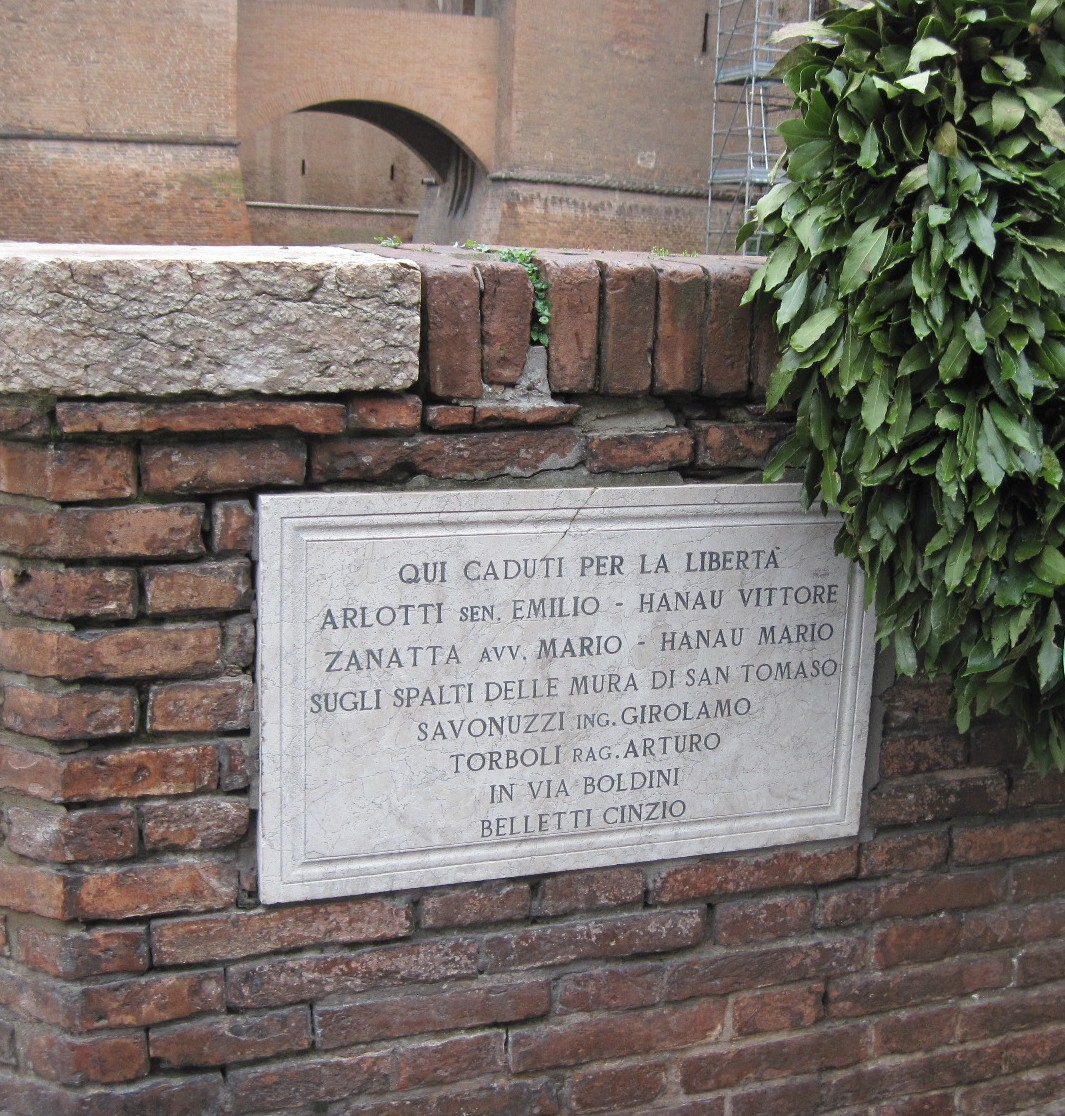
Ferrara, Castello Estense, Grabenmauer. Gedenkstein für die gefallenen Märtyrer der Freiheit

Michele Tortora, Bürgermeister von Ferrara von 1945 bis 1946, griff die vorherigen Verwaltungen (also auch die 12-jährige von Ravenna) scharf an und behauptete in einem Bericht an den Stadtrat, dass die Auswirkungen der faschistischen Misswirtschaft schädlich gewesen seien. Ravenna fühlte sich direkt angesprochen und richtete einen Brief an Tortora, in dem er den Umfang der während seines Podestariats durchgeführten öffentlichen Arbeiten und die ständige Verbesserung der Situation im Vergleich zu früheren Perioden hervorhob und von Zeitzeugen bezeugt wurde. Er nutzte den Umstand auch, um seinen Mitarbeitern zu ehren, allen voran Girolamo (Mimmo) Savonuzzi und Arturo Torboli, die 1943 von den Faschisten ermordet wurden. Auf den Brief folgte ein privater Besuch des Bürgermeisters im Haus Ravennas. Die Angelegenheit wurde inoffiziell mit einer stillschweigenden Anerkennung der Arbeit des ehemaligen Podestà abgeschlossen. Bei keiner anderen Gelegenheit wurde die von Ravenna ausgeübte öffentliche Verwaltung unter Anklage gestellt.

### Letzte Jahre
Nach seiner allmählichen Rückkehr in den Alltag von Ferrara unterhielt er Beziehungen zu dem Rechtsanwalt Alberto Verdi, der seine Nachfolge im Amt des Podesta angetreten hatte, zu Luigi Zappelli, den er in der Schweiz kennengelernt hatte, zur Witwe von Italo Balbo, zur Familie von Nello Quilici, zu Amerigo Festa, dem Präfekten der ihn verteidigt hatte und dem er oft schrieb. Er stellte die Verbindung zu all jenen wieder her, die er gekannt und mit denen er zusammengearbeitet hatte, auch wenn sie unterschiedlicher politischer Zugehörigkeit waren. Er übte weiterhin seinen Beruf als Anwalt aus, lehnte es aber ab, öffentliche oder politische Funktionen zu übernehmen. Ein Herzinfarkt (der zweite, nach dem im Jahr 1936 erlittenen) zwang ihn, seine Tätigkeit zu reduzieren, aber nie zu beenden. In der Zwischenzeit begann sein Sohn Paolo, ebenfalls Rechtsanwalt, in seiner Kanzlei zu arbeiten.
Er sah sich immer als Opfer und nicht als Komplize einer Diktatur. In seinen letzten Jahren begann er seinen Freund Balbo zu rehabilitieren, wobei er den skrupellosen Faschisten ausblendete. Er dachte daran ein Buch über den Herrscher aus Ferrara zu schreiben, da er es für notwendig hielt seine Person zu analysieren, die seiner Meinung nach, nach seinem Tod zu schnell vergessen wurde. Zu diesem Zweck zog er die Möglichkeit in Betracht, einen damals kaum mehr als 30 Jahre alten Historiker, Renzo De Felice, einzubeziehen, und kam später in Kontakt mit Meir Michaelis, einem israelischen Gelehrten, der ihn aufsuchte, weil er an der Rekonstruktion jener historischen Periode arbeitete.

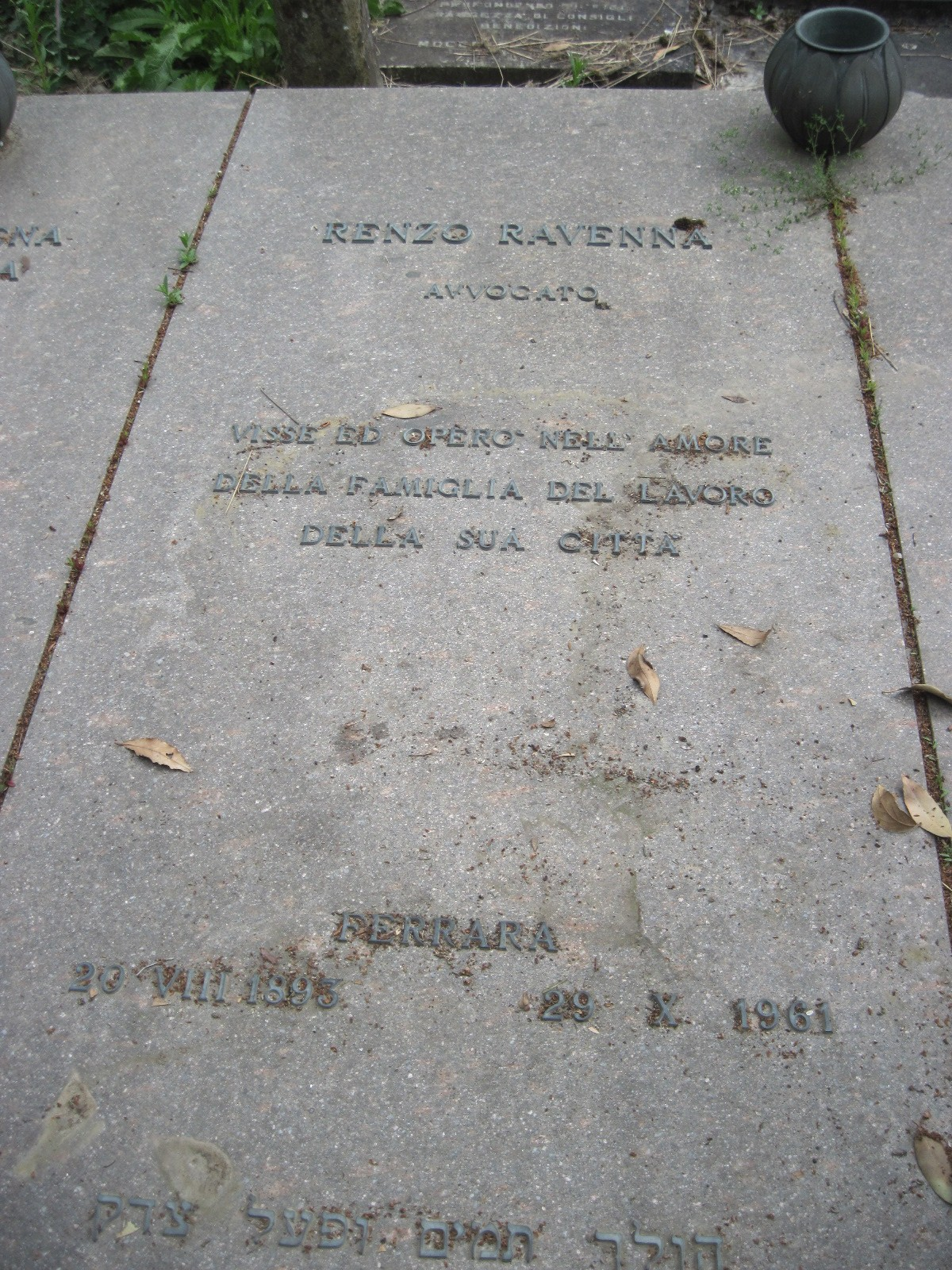
Grab Ravennas auf dem Jüdischen Friedhof

Mit Michaelis hatte er einen Briefwechsel, der in der Dokumentation seines persönlichen Archivs erhalten geblieben ist. Darin verteidigte er seinen Freund und beschrieb ihn als einen Gegner der Rassengesetze, der vielen Juden nahe stand, immer bereit war sie zu verteidigen, und als einen mutigen Mann, der in der Lage war, seine verantwortungsvolle Rolle als Gouverneur von Libyen anzunehmen. 1957 erhielt Salvatore Aurigemma, Gründer und Direktor des Museo archeologico nazionale di Ferrara und von 1924 bis 1939 Leiter der Ausgrabungen in Spina, eine Medaille der Stadt Ferrara als Anerkennung für seine Arbeit. Bei dieser Gelegenheit verwies der Archäologe an die entscheidende Unterstützung, die er bei seiner Aktion von Italo Balbo und Renzo Ravenna erhielt. Gegen Ende seines Lebens erhielt er Auszeichnungen, aber über seine Person wurde weiterhin diskutiert, und anlässlich seiner Beerdigung schickte die Gemeinde Ferrara weder einen offiziellen Vertreter noch das Gemeindebanner. Seit 1961 ruht Renzo Ravenna auf dem jüdischen Friedhof in der Via delle Vigne.

## Posthume Anerkennungen
Nach seinem Tod, im Dezember 1961, wollte die Presse von Ferrara das Engagement des ehemaligen Podestà zugunsten der Kultur der Stadt würdigen. Die Auszeichnung erhielt an seiner Stelle sein Sohn Paolo. Im Stadtrat von Ferrara bezeichnete ihn sein Freund Antonio Boari, der als Mitglied der Democrazia Cristiana etwa einen Monat nach seinem Tod gewählt wurde, als einen Mann, der zu großer Ausgeglichenheit und Gelassenheit fähig war, beseelt von der Liebe zu seiner Stadt, und behauptete, dass Renzo Ravenna das moderne Ferrara konzipiert hat. Alberto Cavaglion analysiert in seinem Nachwort zum Text von Pavan Il podestà ebreo die komplexe Figur von Ravenna und definiert sie als eine herausragende Figur in der Geschichte von Ferrara, ein Unikat für die Sympathie, die der Charakter-Mensch erweckt und ein origineller Verwaltungsstil in öffentlichen Angelegenheiten, der es ihm erlaubte, die Grundlagen .. des modernen Ferrara zu legen. Er erwähnt, dass die politische Leidenschaft nie so groß war, dass sie die Liebe zu seiner Stadt oder den Wert der Freundschaft überschattete, erwähnt seinen starken Familiensinn und lässt in ihm eine Form von Naivität in seinem faschistischen Glauben vermuten.

## Renzo Ravenna und Giorgio Bassani

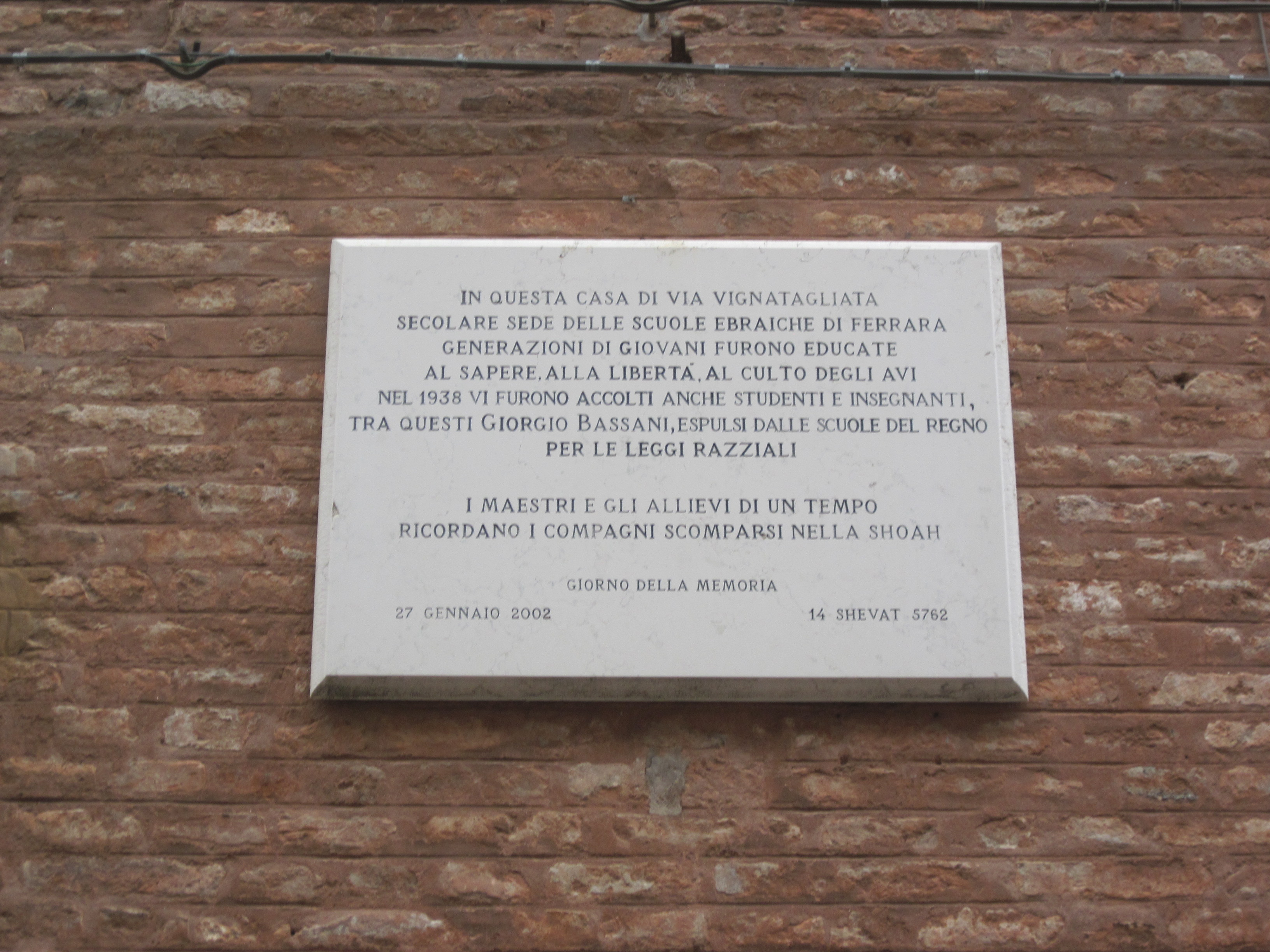
Ferrara, Via Vignatagliata, Gedenkstein Jüdische Schule

Giorgio Bassani war immer sehr kritisch gegenüber dem jüdischen Bürgertum in Ferrara und generell gegenüber seinen Mitbürgern für ihr Verhalten während der zwanzig Jahre des Faschismus. In der Kurzgeschichte Una lapide in via Mazzini (enthalten in Cinque storie ferraresi) sprach er deutlich von Podestà Ravenna, änderte jedoch seinen Namen und beschrieb ihn als diesen alten faschistischen Anwalt Geremia ... Er hat sich so sehr um das Regime verdient gemacht, dass er nach 1938 noch mindestens zwei Jahre lang von Zeit zu Zeit sogar den Circolo dei Negozianti besuchen konnte.
Es sollte erwähnt werden, dass Bassani einer späteren Generation angehörte, und mit seinem Sohnes Paolo lange Zeit verbunden war, zum Beispiel beim Schutz des Umwelt- und Kulturerbes. Der Schriftsteller betonte in seiner Erzählung einige Aspekte der imaginären Figur Tabet, die nicht eine reale Person betraf, und dass der Podestà selbst, wie der Schriftsteller, von den Rassengesetzen betroffen war, als seine Kinder ab dem Schuljahr 1938–1939 gezwungen waren, die öffentliche Schule zu verlassen, um im Ghetto in die jüdische Schule in der Via Vignatagliata zu gehen, in der auch Bassani, der gerade seinen Abschluss gemacht hatte, unterrichtete. In einem 2014 von Piero Pieri herausgegebenen Sammelband, mit verschiedenen Werken Bassanis, werden die Ansichten des Schriftstellers über das ferraresische jüdische Bürgertum und insbesondere über Renzo Ravenna sehr gut wiedergegeben. Letzterer wird im Text jedoch nicht explizit genannt, sondern nur als ein lange in der Stadt amtierender Podestà bezeichnet.

## Beziehungen zu Juden und Katholiken
Während der gesamten Amtszeit hatte er nur sehr eingeschränkte offizielle Beziehungen zur jüdischen Gemeinde der Stadt und setzte sogar den Beitrag aus, den die Verwaltung jährlich für den jüdischen Friedhof gewährte. Es war ein kulturelles Teilen von Werten, ein persönlicher Glaube, ein Respekt für Traditionen und Gemeinsamkeiten, aber wenig mehr. Er hatte eine weltliche Einstellung und kein orthodoxes Festhalten an der Religion. Es ist bezeichnend und kurios, dass, wenn auch nur einmal im Jahr, ein typisches Gericht der Ferrareser Küche, die Salama da Sugo, auf dem Tisch der Familie aus Ravenna zu finden war. Mit Erzbischof Bovelli unterhielt er über viele Jahre hinweg, bis zu seiner endgültigen Rückkehr nach Ferrara, mit dem Austausch von Grüßen anlässlich von Festlichkeiten eine Bande der Wertschätzung und der wahren gegenseitigen Freundschaft, die durch überlieferte Briefe bezeugt sind. Die Angriffe, denen er ab 1934 wegen seiner Religion ausgesetzt war, waren fadenscheinig. Tatsächlich respektierte er immer die katholischen Hierarchien und arbeitete mit ihnen zusammen, wie bereits erwähnt, vor allem aufgrund der Liebe zu seiner Stadt.